# اس‌اس ترافیک (۱۹۱۱)
اس‌اس ترافیک (۱۹۱۱) (به انگلیسی: SS Traffic (1911)) یک کشتی بود که طول آن ۱۷۵ فوت (۵۳٫۳ متر) بود. این کشتی در سال ۱۹۱۱ ساخته شد.